# إلفيس كوستيلو
إلفيس كوستيلو (بالإنجليزية: Elvis Costello)‏ (اسمه الحقيقي ديكلان باتريك ماكمانوس) (ولد في 25 أغسطس 1954) هو موسيقي ومغن مؤلف إنجليزي.

## وصلات خارجية
- إلفيس كوستيلو على موقع IMDb (الإنجليزية)
- إلفيس كوستيلو على موقع الموسوعة البريطانية (الإنجليزية)
- إلفيس كوستيلو على موقع مونزينجر (الألمانية)
- إلفيس كوستيلو على موقع ميوزك برينز (الإنجليزية)
- إلفيس كوستيلو على موقع رولينغ ستون (الإنجليزية)
- إلفيس كوستيلو على موقع قاعدة بيانات برودواي على الإنترنت (الإنجليزية)
- إلفيس كوستيلو على موقع قاعدة بيانات برودواي على الإنترنت (الإنجليزية)
- إلفيس كوستيلو على موقع إن إن دي بي (الإنجليزية)
- إلفيس كوستيلو على موقع أول ميوزيك (الإنجليزية)
- إلفيس كوستيلو على موقع ديسكوغز (الإنجليزية)
- الموقع الرسمي
- إلفيس كوستيلو في قاعدة بيانات الأفلام على الإنترنت.